# Осмеяние Христа
«Осмеяние Христа» — небольшая картина, выполненная темперой на доске из тополя и атрибутированная в 2019 г. мастеру проторенессанса Чимабуэ. Предположительно одна из трёх сохранившихся частей 8-частного полиптиха на тему Страстей Христовых. 
В октябре 2019 г. картина была продана на аукционе за 24 миллиона евро (рекордная сумма для произведений искусства, созданных ранее 1500 года). Считается, что это первая работа Чимабуэ, когда-либо проданная с аукциона.

## Описание
Размеры картины 25,8 см x 20,3 см x 1,2 см, её сюжет — осмеяние Христа перед распятием. Работа расписана яичной темперой и сусальным золотом на утонченной и слегка изогнутой доске из тополя, подготовленной слоями грунта Гессо, в которые встроен холст. Картина датирована 1280 годом.
Считается, что это часть диптиха, с четырьмя сценами на каждом крыле, изображающими страсти Христовы, иногда называемого «Диптихом преданности». Две другие сцены, написанные на досках одинакового размера, были идентифицированы как части того же полиптиха: «Дева и дитя с двумя ангелами» из коллекции Национальной галереи в Лондоне (обнаружена в Саффолке в 2000 году) и «Бичевание Христа» из коллекции Фрика в Нью-Йорке.
«Осмеяние Христа» — одна из всего дюжины работ, приписываемых Чимабуэ, художник свои картины не подписывал. Она имеет сходство с другими его произведениями — в передаче выражений лиц, изображении построек, а также в особенностях использования света и перспективы. Национальная галерея характеризует полиптих как «ключевой для истории искусства», поскольку он относится ко времени, когда итальянские художники начали отходить от византийской традиции к более натуралистическому представлению событий.
Это единственное известное малоформатное произведение Чимабуэ, в котором художник использовал те же приёмы для демонстрации множества фигур, что и для других своих, более масштабных, работ, таких как фрески в Ассизи. Сцена следует библейскому изложению в Евангелии от Матфея 27 : 27-30. Иисус, в красной мантии и синем плаще, помещён в центр композиции, с открытыми глазами в византийском стиле (на изображениях того же периода из Северной Европы он бы сидел с завязанными глазами). Он бесстрастен, с обмякшими руками и печальным выражением лица, среди толпы людей чуть ниже его ростом, которые сердито бьют Христа прутами, мечом в ножнах или голыми руками; кажется, что кто-то пытается сбить нимб Христа. Также по обе стороны от Христа стоят по одному человеку с мечами в ножнах; здания на заднем плане, выполненные в византийской обратной перспективе, обрамляют сцену под сияющим золотым небом.
Инфракрасная рефлектограмма выявила исправления, внесённые Чимабуэ в ходе работы. Повреждение краски показывает, что доска была отделена от нижнего левого угла рамы, и края её были обведены чёрной рамкой. Подозревается, что под ней находится оригинальная красная рамка, как на двух других сохранившихся частях диптиха, на которых также видны похожие червоточины. Вместе с двумя другими досками они выглядят как три из четырёх досок, по-прежнему отсутствует верхняя правая доска. Реконструкция необычного восьмичастного флорентийского диптиха Мастера Сан-Мартино алла Пальма (около 1320 года) предполагает, что на четвёртой панели находилась сцена «Предательства Христа», в то время как четыре панели гипотетической второй створки должны изображать Путь на Голгофу, Распятие, Погребение и Страшный Суд. Подобный венецианский диптих (около 1300 года), хранящийся в Музее изобразительных искусств Вирджинии, также имеет шесть сцен Страстей, с Богородицей, Младенцем и Страшным судом. Похоже, что все они происходят из монастырей клариссинок на севере Италии.

## Находка и продажа
Картина была обнаружена висящей над плитой на кухне пожилой женщины, живущей в Компьене, на севере Франции. Женщине было за 90 лет, она продавала дом (который был построен в 1960-е) и собиралась уехать из этого района. В преддверии переезда в июне 2019 года она вызвала местную аукционистку, чтобы определить, стоит ли продать что-либо из её имущества, перед тем как выбросить остальное. Хозяйка и её семья видели в «Осмеянии Христа» только старую икону и думали, что она немногого стоит. Хозяйка не смогла вспомнить, как эта работа оказалась у неё во владении, но думала, что она русского происхождения.
У аукционистки была в распоряжении всего одна неделя, чтобы оценить содержимое дома, но на картину она обратила внимание почти сразу. Предполагалось, что это кто-то из итальянских примитивистов, и работа, возможно, стоит 300—400 тысяч евро. Владелице посоветовали отдать её на экспертизу, и картина оказалась у Эрика Туркина и его коллег в галерее Туркина в Париже. Изучение в инфракрасном излучении показало сходство с работами Чимабуэ, и картина была приписана ему. Некоторые другие предметы из дома были проданы на аукционе за 6000 евро, а остальные были розданы.
Картина была выставлена на торги в Actéon Hôtel des Ventes, в Санлисе, Уаза, 27 октября 2019 года с эстимейтом 4-6 миллионов евро. Около 800 человек приняли участие в аукционе, интерес проявили несколько зарубежных музеев. В итоге торги достигли отметки в 19,5 млн евро, а с учётом комиссионных — 24 млн евро. Победившая заявка была сделана лондонским дилером Фабрицио Моретти от имени двух анонимных коллекционеров. Таким образом, был установлен новый мировой рекорд для произведений искусства до 1500 года, проданных на аукционе. По мнению аналитиков, цена покупки оказалась такой  высокой потому, что это был первый случай продажи произведения Чимабуэ на аукционе. Продавец также решил остаться анонимным.